# Caracladus
Caracladus is een geslacht van spinnen uit de familie hangmatspinnen (Linyphiidae).

## Soorten
De volgende soorten zijn bij het geslacht ingedeeld:
- Caracladus avicula (L. Koch, 1869)
- Caracladus leberti (Roewer, 1942)
- Caracladus montanus Sha & Zhu, 1994
- Caracladus tsurusakii Saito, 1988
- Caracladus zamoniensis Frick & Muff, 2009